# Tingotomo
Tingotomo (ros. Тинготомо) – wieś w Rosji, w rejonie wożegodskim obwodu wołogodzkiego. W 2010 r. liczyła 10 mieszkańców.